# Gouvernement al-Karak
Das Gouvernement al-Karak (arabisch محافظة الكرك, DMG Muḥāfaẓat al-Karak) ist eines der zwölf Gouvernements Jordaniens. Sitz der Gouvernementsverwaltung ist Karak. Die Einwohnerzahl beträgt 358.400 (Stand: Ende 2020).

## Geographie
Al-Karak grenzt im Norden an Gouvernement Madaba und das Gouvernement Amman, im Osten an das Gouvernement Maʿan, im Süden an das Gouvernement at-Tafila und im Westen an das Tote Meer. Es ist in zehn Bezirke unterteilt.

## Geschichte
Das Gebiet gehörte einst zu dem antiken Staat Moab. Das als Wadi al-Hasa bekannte Tal bildete die Grenze zwischen Moab und dem benachbarten Königreich Edom im heutigen Gouvernement at-Tafila. Derzeit bildet Wadi al-Hasa die Grenze zwischen at-Tafila und dem Gouvernement Karak und gehört selbst administrativ zum Gouvernement Karak.
Nach dem Ende von Moab gehörte das Gebiet zu verschiedenen Reichen, darunter denen der Perser, Nabatäer, Römer, Byzantiner, Umayyaden, Kreuzzügler und Osmanen. 
al-Karak wurde am 16. Juni 1966 ein Gouvernement Jordaniens.

## Demografie
Die Bevölkerung verzeichnet ein rasches Wachstum. 2004 waren 95 % der Bevölkerung Staatsbürger Jordaniens. 
Muslime bilden mit 70 % der Gesamtbevölkerung die Mehrheit und Christen haben einen Anteil von ca. 30 % der Bevölkerung.
| Jahr          | Einwohnerzahl |
| ------------- | ------------- |
| 1994 (Zensus) | 169.770       |
| 2004 (Zensus) | 204.185       |
| 2015 (Zensus) | 316.629       |